# Augusto Hugo Hoiser
Augusto Hugo Hoiser, August Hugo Heuser, autodenominado barão von Bülow (Hanover, c.1797 —) foi um mercenário e jornalista alemão que participou de guerras em diversos continentes.
Serviu como oficial na guarda de corpo de Fernando VII da Espanha, teria depois tomado parte em combates do Triênio Liberal, na Espanha, e se naturalizado espanhol. Também teria participado de uma revolta liberal em Nápoles, onde faria parte do séquito do arquiduque Carlos da Áustria-Teschen, pai da rainha daquele reino e da esposa do rei espanhol.
Apesar de naturalizado espanhol, foi expulso da Espanha depois de fazer desaparecer uma sentença de morte contra um conterrâneo seu. Foi então para Buenos Aires, onde participou da política local, mas depois de um desentendimento foi condenado à morte, entretanto teve a pena convertida para deportação perpétua. Veio assim parar no Brasil, alistado no Corpo de Estrangeiros.
Depois da abdicação de D. Pedro I, foi nomeado comandante da Guarda Municipal do Engenho Velho, quando participou do combate aos rebeldes exaltados da Ilha das Cobras, em 7 de outubro de 1831. Por algum motivo rompeu com os moderados em 1832, já viúvo.
Foi redator do jornal O Americano e, depois de deixar o lado moderado, do jornal caramuru  Carijó.
Chefiou a revolta de 17 de abril de 1832 pela restauração de D. Pedro I, com um grupo de duzentos e cinqüenta golpistas, sendo José Bonifácio de Andrada e Silva conivente com o movimento. Foi preso, julgado e condenado a dez anos de trabalhos forçados em 1833, mas teve a pena comutada para deportação no ano seguinte.
Aparentemente, em 1856, teria comandando com sucesso, partindo da Costa Rica, a reconquista da Nicarágua, que havia sido invadida um ano antes pelas forças do americano William Walker.
Apesar de se autodenominar barão, segundo o cônsul geral da Prússia no Brasil, não possuía o título.